# Louis Vernet
Louis Vernet, född 5 maj 1870, död 19 mars 1946, var en fransk bågskytt. Han deltog vid olympiska sommarspelen 1908.